# Jordan & Timaeus
Jordan & Timaeus byla saská čokoládovna a továrna na kávoviny a cukrovinky se sídlem v Drážďanech a výrobní pobočkou v Děčíně-Podmoklech.

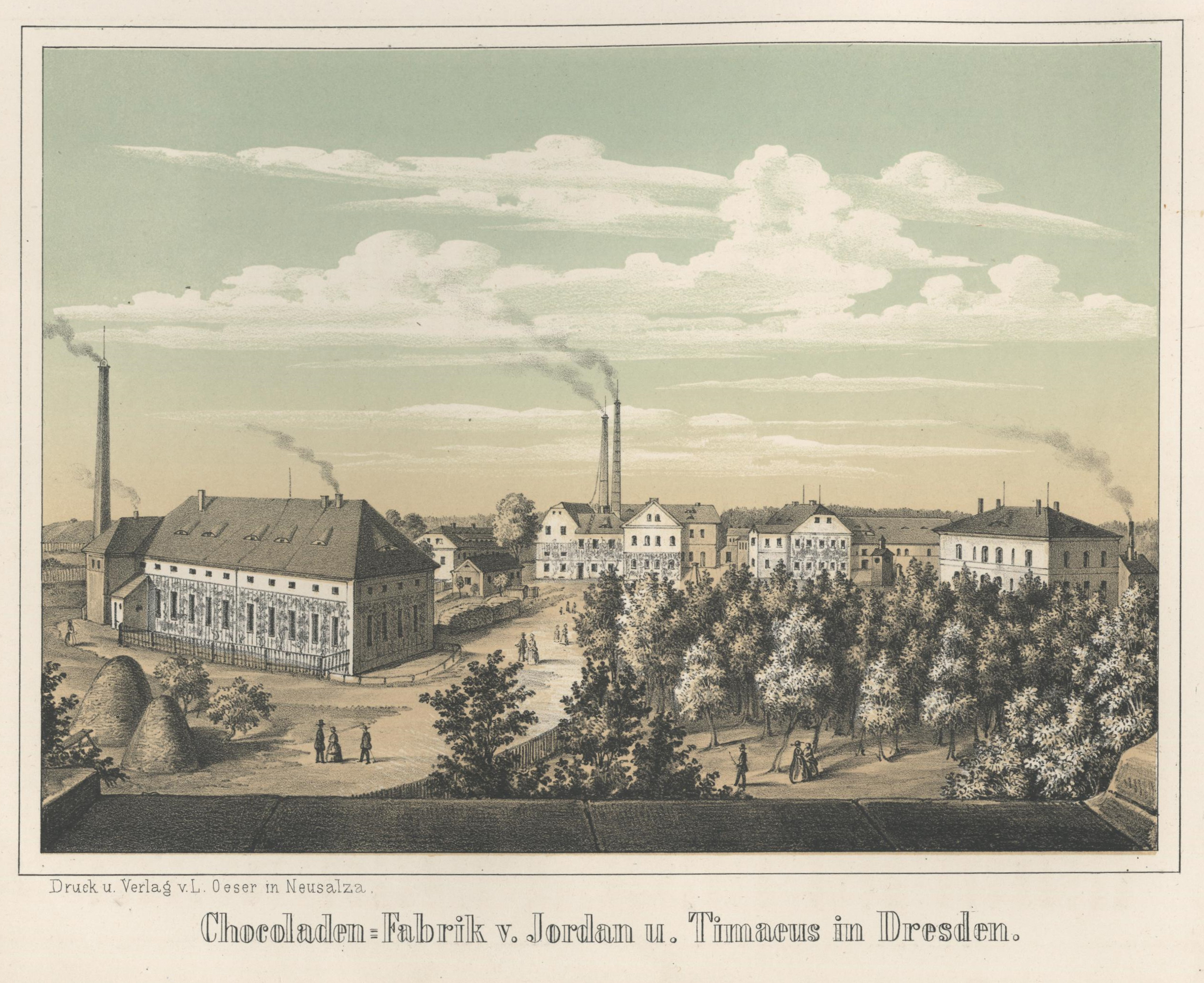
Čokoládovna Jordan & Timaeus v drážďanské čtvrti Neustadt, z Alba saského průmyslu, (1856)

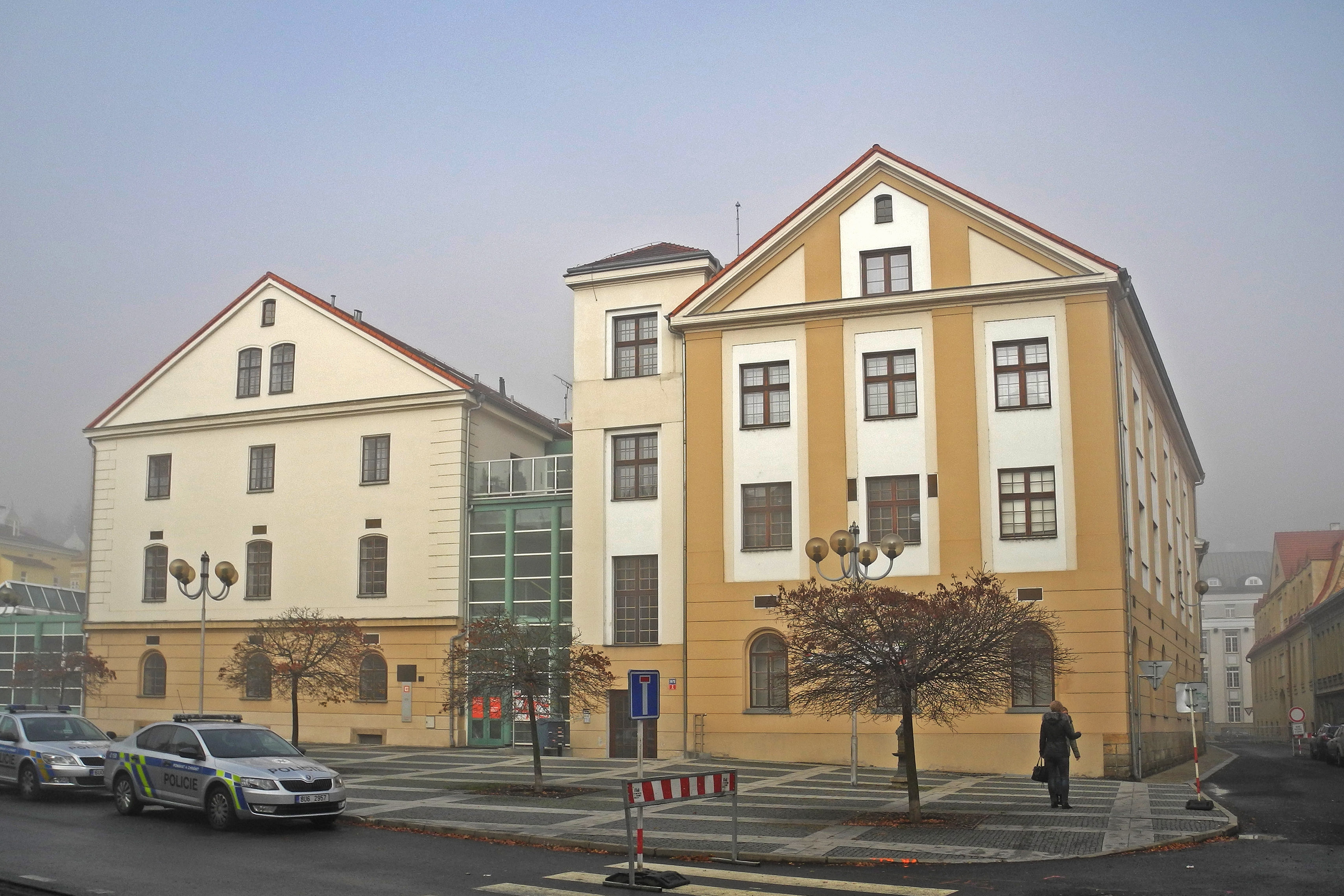
Bývalá továrna Jordan & Timaeus v Děčíně-Podmoklech, Zbrojnická a Tržní ulice

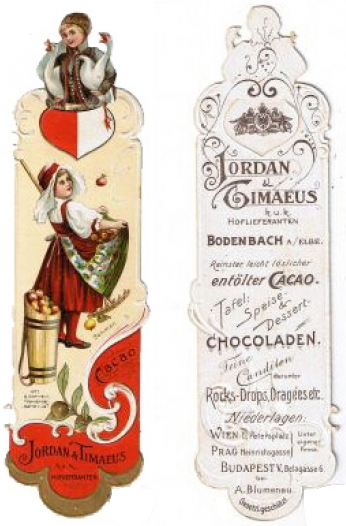
Knižní záložka a vystřihovánka Jordan & Timaeus, (začátek 20. století)

## Historie
Roku 1823 podnik na předměstí Drážďan založili Gottfried Jordan (1791–1860) a August Fridrich Timaeus (1794–1875). Továrna se nacházela mezi dnešními ulicemi Timaeusstraße a Jordanstraße východně od Königsbrücker Straße v drážďanské čtvrti Antonstadt.
Firma vyráběla pochutiny, především kávoviny z cikorky, ječného sladu a fíků, čokoládu, ale i nudle. Továrna zpočátku neměla parní stroje, ani cukrovar, ale rok od roku se rozšiřovala. Roku 1830 si mohli oba podnikatelé dovolit parní stroj a přešli tak k výrobě čokolády. V tomto odvětví se firma stala světoznámou a v Německu značně napomohla ke zvýšení produkce domácí čokolády, a to na úkor spotřeby čokolády ze zahraničí. Ačkoliv byla výrobna na podzim roku 1845 zničena rozsáhlým požárem, nevznikly podniku dlouhodobé škody. Naopak, výrobna byla ještě rozšířena, přičemž se po jejím opětovném postavení v zimě mezi lety 1845 a 1846 firma soustředila vedle výroby hořké čokolády a tabulkové kakaové hmoty i na produkci jemnějších čokolád určených jako dezerty a pamlsky. Tím docílila obrovského úspěchu jak v Německu, tak i v zahraničí. Po smrti zakladatelů se stali majiteli firmy Ernst Jordan a Eduard, Albert a Gerhard Timaeus.

## Pobočky
Pobočky s výrobními závody nebo jen obchodní a skladové prostory byly zřízeny ve čtyřech městech monarchie: 
- Podmokly, centrální výrobna pro Čechy: dvě klasicistní budovy z roku 1854, kdy byl provoz zahájen, se dochovaly ve Zbrojnické ulici čp. 1873/10 a v Tržní ulici; jsou chráněny od r. 1995 jako nemovité kulturní památky.[1] Jejich hodnota pro dějiny firmy je unikátní. Původní továtní budovy v Drážďanech byly sice násobně větší, ale měly stejný architektonický koncept. V lednu 1945 byla vybombardovány a během 50. let 20. století srovnány se zemí.
- Praha – pouze obchodní oddělení a sklad Podmokelské Továrny na cikorku, čokoládu a cukrovinky; sídlily na Novém Městě v Jindřišské ulici 16 od roku 1864[2], tedy jeden rok po svých konkurentech, bratrech  Antonu a Emanuelovi Tschinkelových. Dvorní trakt domu byl stržen.
- Vídeň
- Budapešť.

Majitelé firmy byli jmenováni c. a k. dvorními dodavateli (K. und k. Hoflieferanten), tedy společností s právem dodávat své výrobky na císařský dvůr dvory arcivévodů v Rakousku-Uhersku), zároveň měli od roku 1853 licenci pro neomezený prodej ve všech zemích monarchie (Landesbefugnis), podobnou pozici si vydobyli i v Sasku. V českých zemích byla jejich vážným konkurentem téhož roku 1853 zaprotokolovaná firma Augustin Tschinkel v Lovosicích a v Krásném Poli, jež zkrachovala roku 1885.
Podnik Jordan & Timaeus proslavila značka čokolády „Iordita“. Továrna postupně přešla jen do vedení rodiny Jordanových, v době hospodářské krize v Německu roku 1930 byla uzavřena a v roce 1945 znárodněna.
Děčín byl jako centrum průmyslové oblasti severních Čech s výhodnou železniční dopravou lákadlem také pro konkurenční drážďanskou firmu Hartwig & Vogel, která v Rozbělesích již roku 1893 otevřela svou čokoládovnu Diana, po znárodnění od roku 1948 známou jako Diana Děčín. Tovární budovy Jordan & Timaeus sloužily do roku 1998 jako sklady Severočeské energetiky a.s., která poté historické budovy nechala zrekonstruovat a upravit na „Obchodní centrum Jordanka“.

## Studie
Koncem roku 2011 studie drážďanského vědeckého spolku (Wissenschaftler-Verein WIMAD) a univerzity TU Dresden dokázala, že první mléčná čokoláda pochází právě z Drážďan. Do té doby byli za vynálezce mléčné čokolády považováni Švýcaři a za zavedení výroby označován roku 1875. Drážďanská čokoládovna Jordan & Timaeus vyráběla oslího mléka mléčnou čokoládu údajně o 30 let dříve.